# Ed Davis
Ed Davis, född 13 februari 1963 i Hereford, är en generalofficer. Han var general för Royal Navy (Brittiska Kungliga Flottan) från december 2011 till juni 2014. Han är sedan januari 2016 guvernören över Gibraltar. Han har också varit vice befälhavare för Natos allierade landtrupper i Izmir, Turkiet.

## Medaljer och utmärkelser
- 14 juni 1996 blev han tilldelad Brittiska Imperieorden[5]
- 13 december 2005 avancerade han till Officer of the Order of the British Empire (OBE).
- 23 mars 2012 avancerade han till Officer of the Order of the British Empire (OBE).
- 14 juni 2014 tilldelades han Bathorden.
- 5 augusti 2016 tilldelades han Brittiska Johanniterorden ut av Drottningen Elizabeth II[6].[7]